# Larsenia
Larsenia is een geslacht van weekdieren uit de klasse van de Gastropoda (slakken).

## Soort
- Larsenia scalaroides Warén, 1989